# Enabling Grids for E-sciencE
EGEE (Enabling Grids for E-Science) ist ein im 7. Rahmenprogramm der Europäischen Union durch das Direktorat-F: „Emerging Technologies and Infrastructures“ finanziertes Projekt. Es verbindet 2008–2010 in seiner dritten Phase mehr als 260 Institutionen in 55 Ländern zur Schaffung einer Forschungs-Grid-Infrastruktur für den Europäischen Forschungsraum.
Wissenschaftlern aus Forschung und Lehre sowie Anwendern aus der Industrie wird der Zugriff auf große Rechen- und Speicherkapazitäten – unabhängig vom geographischen Einsatzort – angeboten. Aktuelle Forschungsergebnisse im Bereich Grid-Technologien werden für die Entwicklung einer Dienstleistungs-Grid-Infrastruktur verwendet, welche 24 Stunden am Tag zur Verfügung gestellt wird. Mit Fördermitteln von über 30 Millionen Euro je Phase ist das EGEE-Projekt eines der teuersten seiner Art. Das EGEE-Projekt konzentriert sich außerdem darauf, eine Vielzahl neuer Benutzer zu gewinnen.
Auf folgenden Bereichen liegt das Hauptaugenmerk des Projekts:
1. Aufbau eines konsistenten, robusten und sicheren Grid-Netzes, welches zusätzliche Rechenleistung anzieht
2. Entwicklung einer Middleware gLite, speziell für den Einsatz in verschiedensten wissenschaftlichen Disziplinen
3. Pflege und kontinuierliche Verbesserung der Middleware, um zuverlässige Dienste für die Benutzer zu liefern
4. Gewinnung neuer Benutzer aus unterschiedlichen wissenschaftlichen Domänen
5. Bereitstellung von benötigten Schulungen und Betreuung auf hohem Niveau.

## Hintergrund
EGEE begann im April 2004 unter dem Namen Enabling Grids for E-science in Europa und änderte bereits
kurz darauf seinen Namen in „Enabling Grids for E-sciencE“, nachdem auch Partner aus den USA und Südost-Asien zum Projekt gestoßen waren.
Ausgangspunkt für EGEE war das bereits existierende LHC Computing Grid (LCG). Ziel von LCG ist die
Schaffung von Ressourcen für die zu erwartenden Datenmengen des Large Hadron Collider (LHC) am Genfer CERN. LCG verbindet Hochenergiephysik-Rechenknoten weltweit, um die vom LHC produzierte Datenmenge von prognostizierten 15 Petabyte pro Jahr bewältigen zu können. Von LCG ausgehend startete EGEE, um weitere Ressourcen aus aller Welt und vor allem auch weitere Benutzergruppen und Anwendungen zum größten multidisziplinären Produktionsgrid zusammenzufügen.

## Middleware
EGEE begann seine Arbeit auf Basis der LCG-2 Middleware des LCG Projekts. Diese wiederum basierte auf den Entwicklungen des EGEE-Vorgängerprojekts DataGrid. Parallel dazu wurde mit der Entwicklung von gLite begonnen und dazu unterschiedliche Quellen genutzt. gLite ist eine leichtgewichtige Middleware, die sämtliche Grid-Basisdienste bietet.
Im März 2009 ist gLite bei Version 3.2 angekommen und besteht mittlerweile aus einigen hundert Software-Paketen, die in logische Installationsmodule gruppiert sind.
Die gLite-Middleware wird auch von einer Reihe Gruppen außerhalb von EGEE verwendet, wie etwa der EU geförderten Projekt DILLIGENT. Auch die französische Raumfahrtorganisation CNES plant zukünftig den Einsatz von gLite.
Die gLite-Middleware wurde für GNU/Linux auf der i386-Architektur konzipiert. Die empfohlene Distribution ist Scientific Linux, es wird aber verbreitet unter anderen RHEL-kompatiblen Distributionen (bspw. CentOS) betrieben. Der Hauptentwicklungszweig der Middleware ist mittlerweile für den Betrieb unter „Scientific Linux 5 x86_64“ sowie „Debian GNU/Linux 4“ vorgesehen. Bis auf wenige Ausnahmen sind die wichtigsten Bestandteile dieser Version bereits für den Betrieb zertifiziert (Stand März 2010). Die verbliebenen Komponenten befinden sich in Portierung.

## Infrastruktur
EGEE betreibt mittlerweile fast 25 Rechenzentren aus Forschungseinrichtungen, Universitäten, Firmen oder anderen interessierten Teilnehmern. Waren diese ursprünglich nur in Europa zu finden, so gibt es mittlerweile auch Knoten in den USA und Südostasien. Die Gridknoten in EGEE stellen mittlerweile etwa 110.000 CPU-Cores zur Verfügung.

## Was bringt die Zukunft?
EGEE endete als Projekt im März 2006. Am 1. April 2006 startete das EU-Folgeprojekt EGEE II, welches bis Ende April 2008 lief.
Seit 1. Mai 2008 läuft das zweijährige Nachfolgeprojekt EGEE-III.
EGEE II führte die Ergebnisse von EGEE weiter. EGEE war als erste Zweijahresphase eines Vierjahresprogramms geplant, um eine Grid-Infrastruktur in Produktionsqualität für die europäische Forschungslandschaft und darüber hinaus anzubieten. Wissenschaftler in Hochschulen und Industrie profitieren bereits jetzt von der EGEE e-Infrastruktur, die viele Anwendungen aus verschiedenen wissenschaftlichen Disziplinen gleichzeitig rund um die Uhr unterstützt. Sie ermöglicht die Nutzung eines gemeinsamen Ressourcenpools unabhängig von der geografischen Lage mit Zugang zu bedeutenden Speicher-, Rechner- und Netzwerkeinrichtungen. Das EGEE II Projekt erweiterte diese Infrastruktur signifikant und konsolidierte sie. Es bindet nationale, regionale und thematische Grid-Initiativen ein und arbeitet mit anderen Grids auf der ganzen Welt zusammen. Die aus der weltweiten Infrastruktur resultierende hohe Kapazität übersteigt bei weitem die Kapazitäten von lokalen Clustern und individuellen Zentren. So entsteht ein einziges Tool für gemeinschaftliche rechnerintensive Wissenschaft („e-Science“). EGEE II erweiterte außerdem das Portfolio der unterstützten Anwendungen auf mehr als 15 Disziplinen und diese Zahl steigt ständig.
EGEE III ist die logische Nachfolge von EGEE II und hat als Ziel die Ausbreitung der Infrastruktur und Anwendungsgebiete sowie die Schaffung einer nachhaltigen europäischen Grid-Infrastruktur.